# Ophioplocus hancocki
Ophioplocus hancocki är en ormstjärneart som beskrevs av Rudolf Christian Ziesenhenne 1935. Ophioplocus hancocki ingår i släktet Ophioplocus och familjen Ophiolepididae. Inga underarter finns listade i Catalogue of Life.